# Erich Duggen
Erich Duggen (* 23. Februar 1910 in Schleswig; † 18. Dezember 1989 in Heide (Holstein)) war ein deutscher Maler des Spätimpressionismus und -expressionismus.

## Leben
Erich Duggen wurde in Schleswig geboren und wuchs in Norddeutschland auf. Sein Abitur legte er 1928 an der Kieler Gelehrtenschule ab. An der Schule wurde er mit den Werken Emil Noldes und Ernst Barlachs vertraut gemacht. Er absolvierte von 1929 bis 1933 in Berlin ein Kunststudium. Mit der Künstlergruppe „Kieler Werksgemeinschaft“ gelangte er 1934 erstmals nach St. Peter-Ording in Eiderstedt. Weitere Malreisen führten ihn unter anderem nach Sylt und Amrum. 1942 heiratete er die Eiderstedter Landwirtstochter Käte Jens. Im Zweiten Weltkrieg erlitt er eine Kopfverletzung. Ab 1948 arbeitete er als Kunstlehrer am Nordseegymnasium in Sankt Peter-Ording; 1964 wurde er wegen seiner Verletzung frühpensioniert. Zeitgleich setzte er seine Künstlerlaufbahn fort. Er malte im Stil des Impressionismus und des Expressionismus. Seine Motive waren vor allem nordfriesische Landschaften, aber auch Blumen, Mädchen und Frauen.

## Nachwirkungen
Ein umfangreicher Nachlass wurde 2015 von Duggens Sohn und Enkeln an die Gemeindegalerie in St. Peter-Ording als „Duggen-Stiftung“ übergeben.

## Ausstellungen
- 1963: Sammelausstellung mit dem Landesverband schleswig-holsteinischer Künstler beim Nassauischen Kunstverein Wiesbaden
- 1982: Aquarell und Graphik 1928–1981 im Nissenhaus Husum, Katalog: Schriften des Nissenhauses Nr. 17
- 1985: Ölbilder aus 6 Jahrzehnten im Nissenhaus Husum, Katalog: Schriften des Nissenhauses Nr. 22
- 2016: Frühe Arbeiten aus der Sammlung St. Peter-Ording im Alten Rathaus Garding[4]

## Werke
- 1934: Blumenstand, Nordfriesisches Museum. Nissenhaus Husum
- 1943–1951: Abschied von Helgoland, NordseeMuseum Husum
- 1971: Wintersonne, Schleswig-Holsteinische Landesbibliothek, Landesgeschichtliche Sammlung